# Каспер Фіскер
Каспер Фіскер (дан. Kasper Fisker, нар. 22 травня 1988, Раннерс) — данський футболіст, що грав на позиції півзахисника.

## Ігрова кар'єра
Народився 22 травня 1988 року в місті Раннерс. Вихованець футбольної школи клубу «Раннерс». Дорослу футбольну кар'єру розпочав 2007 року в основній команді того ж клубу, в якій того року взяв участь в одному матчі чемпіонату. Не закріпившись у рідній команді, протягом 2008—2009 років захищав кольори нижчолігового клубу «Сківе».
Своєю грою за останню команду привернув увагу представників тренерського штабу клубу «Гобро», до складу якого приєднався 2009 року. Відіграв за команду з Гобро наступні п'ять сезонів своєї ігрової кар'єри.
У січні 2014 року повернувся до клубу «Раннерс». Цього разу провів у складі його команди три сезони. Більшість часу, проведеного у складі «Раннерса», був основним гравцем команди.
З 2017 року три сезони захищав кольори клубу «Брондбю». 10 травня 2018 року Фіскер з'явився в матчі, коли «Брондбю» переміг «Сількеборг» з рахунком 3:1 у фіналі Кубка Данії 2017/18, здобувши трофей.
Завершив ігрову кар'єру у команді «Фремад Амагер», за яку виступав протягом 2020—2021 років.

## Титули і досягнення
- Володар Кубка Данії (1):

«Брондбю»: 2017/18